# Fenerbahçe Spor Kulübü 2021-2022 (pallavolo femminile)
Questa voce raccoglie le informazioni riguardanti il Fenerbahçe Spor Kulübü nelle competizioni ufficiali della stagione 2021-2022.

## Stagione
Il Fenerbahçe Spor Kulübü utilizza la denominazione sponsorizzata Fenerbahçe Opet nella stagione 2021-22.
In ambito nazionale raggiunge prima la finale di Coppa di Turchia e poi la finale scudetto, perdendo in entrambi i casi contro il VakıfBank.
A livello internazionale partecipa al campionato mondiale per club, classificandosi al terzo posto dopo aver sconfitto il Praia Clube; in Champions League, invece, viene eliminato in semifinale dal VakıfBank.

## Organigramma societario
Area direttiva
- Presidente: Ali Koç

Area tecnica
- Allenatore: Zoran Terzić
- Allenatore in seconda: Salih Tavacı
- Assistente allenatore: Caner Atasever
- Scoutman: Artun Aksan

## Rosa
| N° | Nome                  | Ruolo | Data di nascita   | Nazionalità sportiva |
| -- | --------------------- | ----- | ----------------- | -------------------- |
| 1  | Gizem Örge            | L     | 26 aprile 1993    | Turchia              |
| 4  | Anna Lazareva         | O     | 31 gennaio 1997   | Russia               |
| 5  | Beliz Başkır          | C     | 26 dicembre 1998  | Turchia              |
| 7  | Cansu Çetin           | L     | 23 maggio 1993    | Turchia              |
| 8  | Dicle Babat           | C     | 15 settembre 1992 | Turchia              |
| 9  | Meliha İsmailoğlu     | S     | 17 settembre 1993 | Turchia              |
| 10 | Arina Fedorovceva     | S     | 19 gennaio 2004   | Russia               |
| 11 | Naz Aydemir           | P     | 14 agosto 1990    | Turchia              |
| 12 | Ana Cristina de Souza | S     | 7 aprile 2004     | Brasile              |
| 14 | Eda Erdem             | C     | 22 febbraio 1987  | Turchia              |
| 15 | Mina Popović          | C     | 16 settembre 1994 | Serbia               |
| 16 | İpar Kurt             | S     | 10 novembre 2003  | Turchia              |
| 17 | Tutku Yüzgenç         | O     | 15 gennaio 1999   | Turchia              |
| 18 | Buse Ünal             | P     | 29 luglio 1997    | Turchia              |
| 20 | Melissa Vargas        | O     | 16 ottobre 1999   | Turchia              |

## Statistiche

### Statistiche di squadra
| Competizione                 | Punti | In casa | In casa | In casa | In trasferta | In trasferta | In trasferta | Totale | Totale | Totale |
| Competizione                 | Punti | G       | V       | P       | G            | V            | P            | G      | V      | P      |
| ---------------------------- | ----- | ------- | ------- | ------- | ------------ | ------------ | ------------ | ------ | ------ | ------ |
| Sultanlar Ligi               | 66    | 16      | 13      | 3       | 17           | 13           | 4            | 33     | 26     | 7      |
| Coppa di Turchia             | -     | 1       | 1       | 0       | 0            | 0            | 0            | 3      | 2      | 1      |
| Champions League             | 17    | 4       | 4       | 0       | 4            | 3            | 1            | 8      | 7      | 1      |
| Campionato mondiale per club | 3     | -       | -       | -       | -            | -            | -            | 4      | 2      | 2      |
| Totale                       | -     | 21      | 18      | 3       | 21           | 16           | 5            | 48     | 37     | 11     |

G = partite giocate; V = partite vinte; P = partite perse

### Statistiche dei giocatori
| Giocatore      | Campionato | Campionato | Campionato | Campionato | Campionato | Coppa di Turchia | Coppa di Turchia | Coppa di Turchia | Coppa di Turchia | Coppa di Turchia | Champions League | Champions League | Champions League | Champions League | Champions League | Campionato mondiale | Campionato mondiale | Campionato mondiale | Campionato mondiale | Campionato mondiale | Totale | Totale | Totale | Totale | Totale |
| Giocatore      | P          | PT         | AV         | MV         | BV         | P                | PT               | AV               | MV               | BV               | P                | PT               | AV               | MV               | BV               | P                   | PT                  | AV                  | MV                  | BV                  | P      | PT     | AV     | MV     | BV     |
| -------------- | ---------- | ---------- | ---------- | ---------- | ---------- | ---------------- | ---------------- | ---------------- | ---------------- | ---------------- | ---------------- | ---------------- | ---------------- | ---------------- | ---------------- | ------------------- | ------------------- | ------------------- | ------------------- | ------------------- | ------ | ------ | ------ | ------ | ------ |
| N. Aydemir     | 30         | 64         | 23         | 33         | 8          | 2                | 4                | 2                | 2                | 0                | 7                | 13               | 8                | 4                | 1                | 3                   | 6                   | 3                   | 3                   | 0                   | 42     | 87     | 36     | 42     | 9      |
| D. Babat       | 12         | 45         | 17         | 25         | 3          | 1                | 3                | 1                | 1                | 1                | 2                | 10               | 5                | 4                | 1                | 4                   | 4                   | 3                   | 0                   | 1                   | 19     | 62     | 26     | 30     | 6      |
| B. Başkır      | 12         | 37         | 22         | 13         | 2          | 0                | 0                | 0                | 0                | 0                | 3                | 11               | 5                | 3                | 3                | 0                   | 0                   | 0                   | 0                   | 0                   | 15     | 48     | 27     | 16     | 5      |
| C. Çetin       | 28         | 5          | 0          | 0          | 5          | 3                | 2                | 1                | 0                | 1                | 4                | 0                | 0                | 0                | 0                | 0                   | 0                   | 0                   | 0                   | 0                   | 35     | 7      | 1      | 0      | 6      |
| A.C. de Souza  | 30         | 100        | 83         | 10         | 7          | 3                | 1                | 1                | 0                | 0                | 7                | 28               | 20               | 3                | 5                | 3                   | 2                   | 2                   | 0                   | 0                   | 43     | 131    | 106    | 13     | 12     |
| E. Erdem       | 30         | 288        | 172        | 84         | 32         | 3                | 34               | 25               | 6                | 3                | 7                | 44               | 33               | 10               | 1                | 4                   | 30                  | 21                  | 8                   | 1                   | 44     | 396    | 251    | 108    | 37     |
| A. Fedorovceva | 30         | 574        | 457        | 46         | 71         | 3                | 50               | 41               | 2                | 7                | 8                | 160              | 127              | 9                | 24               | 4                   | 89                  | 83                  | 1                   | 5                   | 45     | 873    | 708    | 58     | 107    |
| M. İsmailoğlu  | 31         | 172        | 133        | 20         | 19         | 3                | 16               | 11               | 3                | 2                | 7                | 26               | 18               | 4                | 4                | 4                   | 17                  | 10                  | 3                   | 4                   | 45     | 231    | 172    | 30     | 29     |
| İ. Kurt        | 9          | 9          | 7          | 0          | 2          | 0                | 0                | 0                | 0                | 0                | 2                | 4                | 4                | 0                | 0                | 0                   | 0                   | 0                   | 0                   | 0                   | 11     | 13     | 11     | 0      | 2      |
| A. Lazareva    | 17         | 236        | 200        | 20         | 16         | 3                | 13               | 11               | 1                | 1                | 5                | 85               | 72               | 8                | 5                | 4                   | 72                  | 61                  | 7                   | 4                   | 29     | 406    | 344    | 36     | 26     |
| G. Örge        | 32         | 0          | 0          | 0          | 0          | 3                | 0                | 0                | 0                | 0                | 8                | 0                | 0                | 0                | 0                | 4                   | 0                   | 0                   | 0                   | 0                   | 47     | 0      | 0      | 0      | 0      |
| M. Popović     | 24         | 142        | 92         | 36         | 14         | 3                | 10               | 6                | 4                | 0                | 7                | 38               | 24               | 11               | 3                | 4                   | 17                  | 11                  | 5                   | 1                   | 38     | 207    | 133    | 56     | 18     |
| B. Ünal        | 25         | 36         | 9          | 11         | 16         | 2                | 3                | 0                | 2                | 1                | 5                | 8                | 3                | 3                | 2                | 3                   | 8                   | 1                   | 4                   | 3                   | 35     | 55     | 13     | 20     | 22     |
| M. Vargas      | 18         | 343        | 303        | 16         | 24         | 2                | 50               | 44               | 2                | 4                | 5                | 77               | 66               | 2                | 9                | -                   | -                   | -                   | -                   | -                   | 25     | 470    | 413    | 20     | 37     |
| T. Yüzgenç     | 13         | 60         | 40         | 12         | 8          | 0                | 0                | 0                | 0                | 0                | 2                | 4                | 3                | 1                | 0                | 1                   | 0                   | 0                   | 0                   | 0                   | 16     | 64     | 43     | 13     | 8      |

P = presenze; PT = punti totali; AV = attacchi vincenti; MV = muri vincenti; BV = battute vincenti